# Jezioro Czerniańskie
Der Jezioro Czerniańskie ist ein Stausee an den Quellflüssen der Weichsel, Biała Wisełka und Czarna Wisełka, in der polnischen Woiwodschaft Schlesien. Er liegt im Gebirgszug der Schlesischen Beskiden.

## Beschreibung
Hinter der 37 m hohen Staumauer wird das Wasser der Biała Wisełka und Czarna Wisełka sowie kleinerer Zuflüsse aufgestaut. Bei Vollstau beinhaltet der Stausee 4,5 Millionen m³ Wasser. Die Wasserfläche beträgt dann 0,36 km².

## Geschichte
Der Stausee wurde schließlich 1973 geflutet. Er wird als Schutzspeicher gegen Überflutungen genutzt.

## Tourismus
Am Ufer des Sees befinden sich das Präsidentenschloss aus den 1930er Jahren.

## Panorama

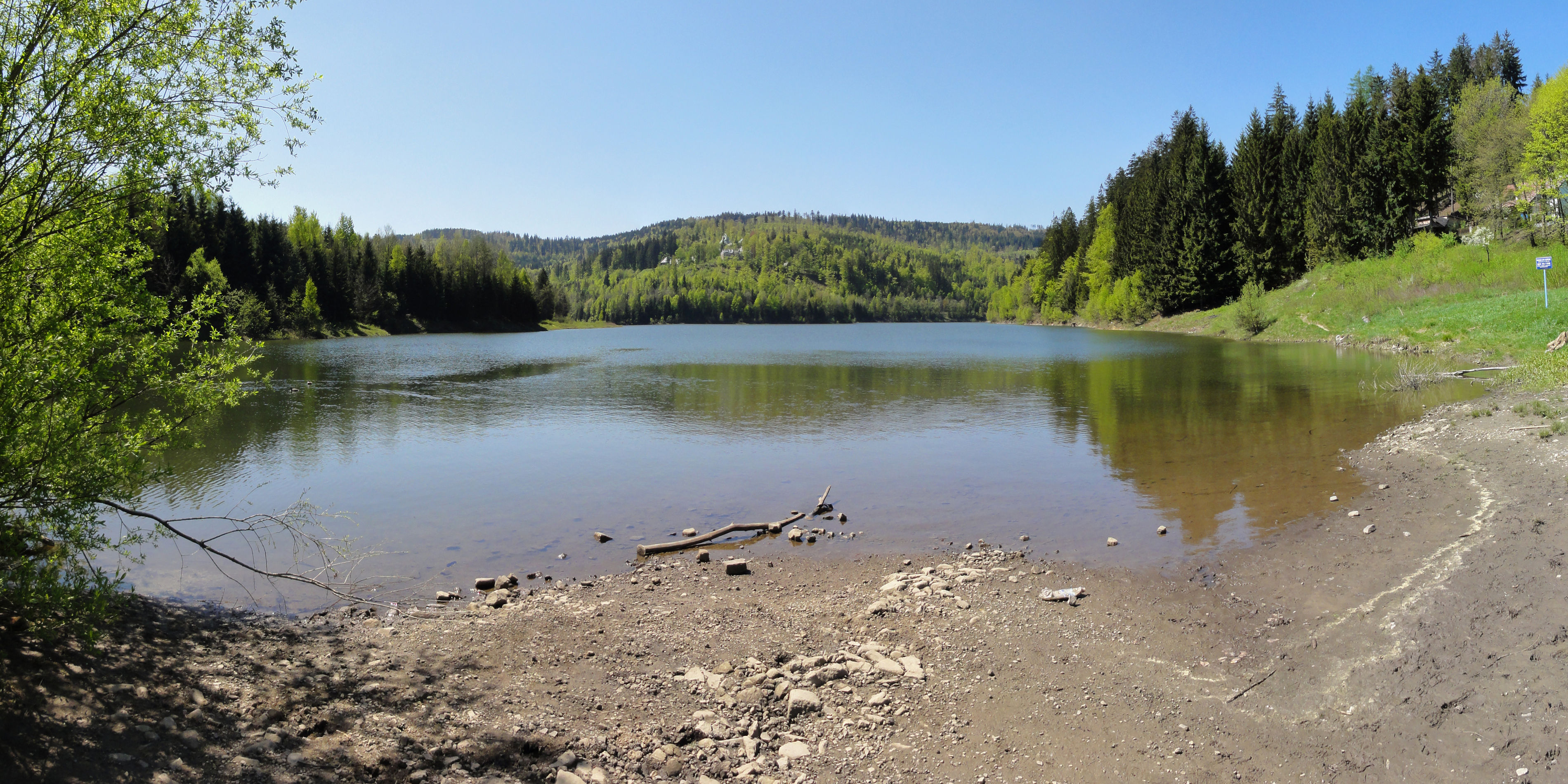
Blick von der Mündung der Biała Wisełka

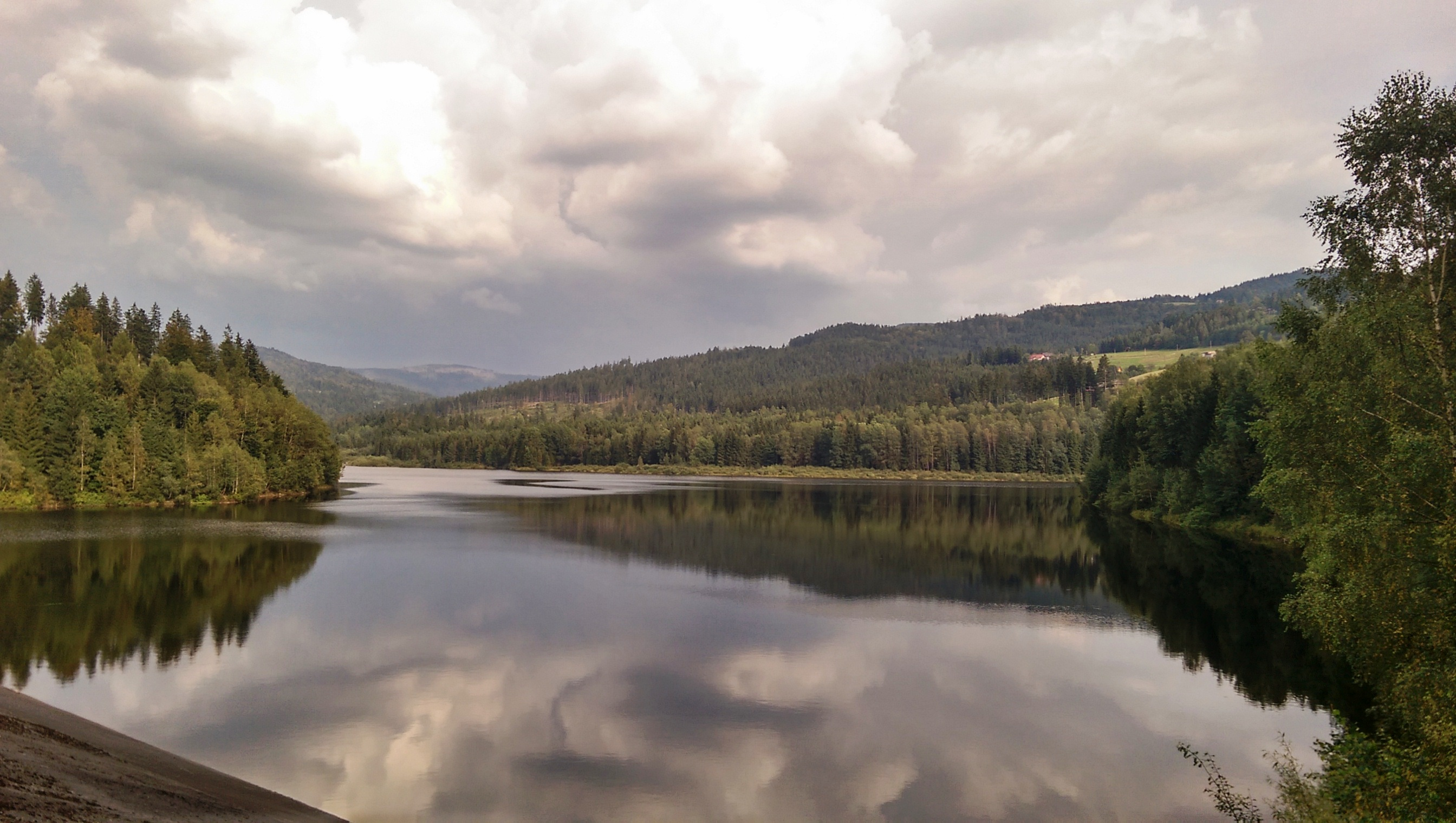
Blick von der Staumauer

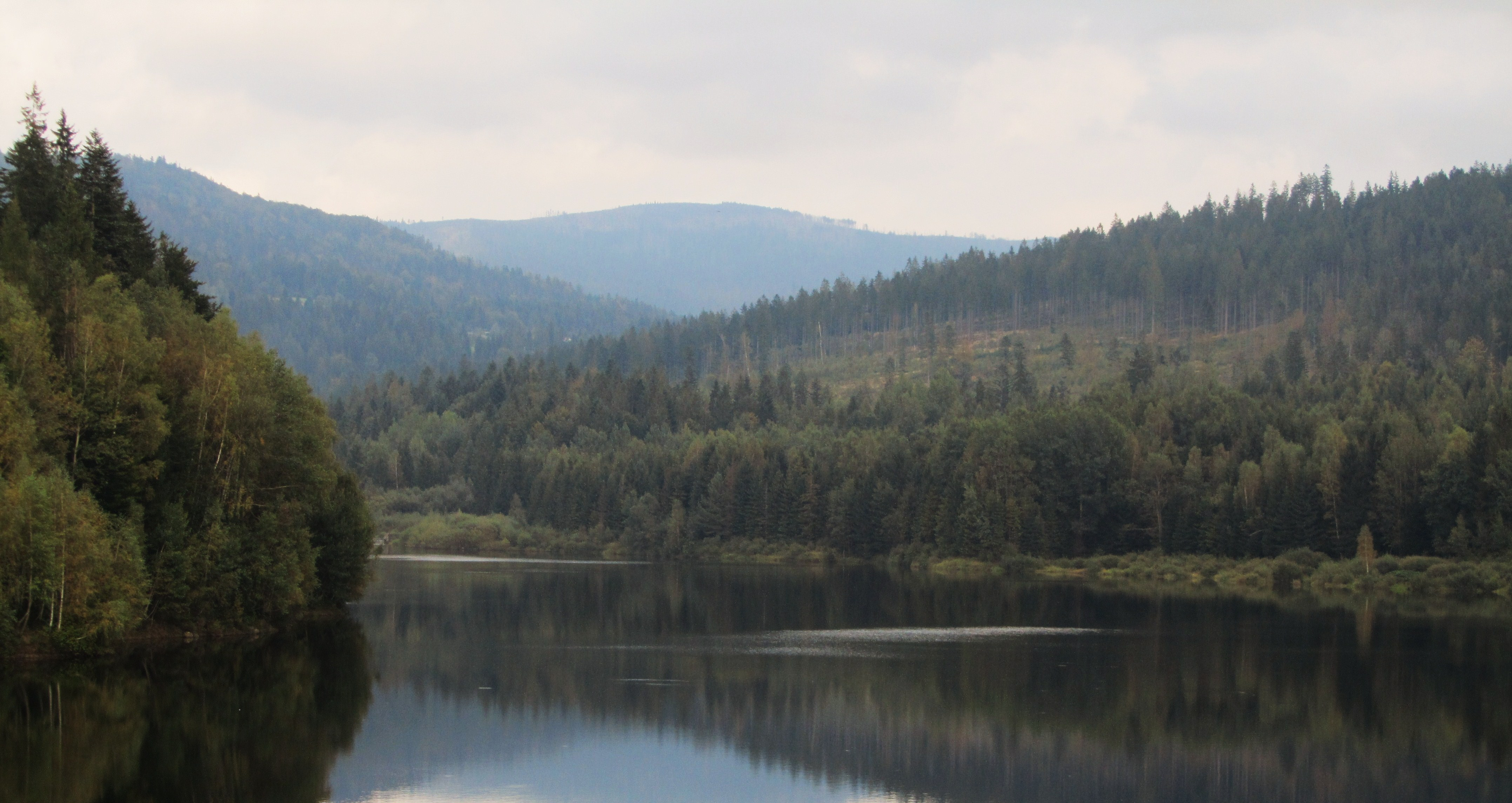
Blick von Malinka